# Manual de pintura y caligrafía
Manual de pintura y caligrafía es una novela escrita por el autor portugués José Saramago. Fue publicada en 1977 por Moraes Editores.
La novela narra la historia de un pintor mediocre que se hace llamar H., quien escribe en un diario para tratar de comprender sus limitaciones como artista.